# 阿普爾頓 (明尼蘇達州)
阿普爾頓（英語：Appleton）是一個位於美國明尼蘇達州斯威夫特縣的城市。

## 歷史
阿普爾頓於1872年成立，1881年升格為城市，得名自威斯康星州的阿普尔顿。阿普爾頓的郵局自1873年營運至今。

## 人口
根據2020年美國人口普查的數據，阿普爾頓的面積為4.98平方千米，當中陸地面積為4.84平方千米，而水域面積為0.14平方千米。當地共有人口1392人，而人口密度為每平方千米280人。